# Научно-технический университет Китая
Научно-технический университет Китая (кит. упр. 中国科学技术大学, пиньинь Zhōngguó kēxué jìshù dàxué) — государственный университет, расположен в Хэфэе провинции Аньхой. Считается одним из наиболее престижных университетов КНР. Основан в Пекине Академией наук Китая (АНК) в 1958 году. В начале 1970 года во время «культурной революции» перемещён в Хэфэй. Входит в Лигу C9.
В состав университета входит 13 школ, 11 национальных исследовательских платформ, 8 научно-образовательных колледжей и 5 муниципально-частных институтов.

## Ректоры
- Го Можо (郭沫若, сентябрь 1958 — июнь 1978)
- Янь Цзицы (严济慈, февраль 1980 — сентябрь 1984)
- Гуань Вэйянь (管惟炎, апрель 1985 — январь 1987)
- Тэн Тэн (滕藤, январь 1987 — февраль 1988)
- Гу Чаохао (谷超豪, февраль 1988 — июль 1993)
- Тан Хунгао (汤洪高, июль 1993 — июнь 1998)
- Чжу Цинши (朱清时, июнь 1998 — сентябрь 2008)
- Хоу Цзяньго 侯建国（с сентября 2008 по наст. вр.）